# Slučicovití
Slučicovití (Rostratulidae) je malá čeleď dlouhokřídlých ptáků. Jde o středně velké ptáky s rozšířením gondwanského typu, vyskytují se tedy v Africe, jižní a jihovýchodní Asii, Austrálii a Jižní Americe. Jde o plaché ptáky vyskytující se v hustě zarostlých mokřadech. Druhy starého světa (rod Rostratula) jsou polyandričtí, samice hnízdí současně s více samci, slučice jihoamerická je zřejmě monogamní. Jsou všežraví, živí se bezobratlými, ale semeny.

## Systematika
Přestože připomínají zástupce slukovitých, jsou ve skutečnosti nejblíže příbuzní ostnákovitým. Tyto dvě čeledi jsou pak sesterské k větvi zahrnující dropíkovité a písečníkovité. V minulosti byli někdy řazeni do řádu krátkokřídlí, současné studie jsou ale konsenzuální s výše uvedeným zařazením.
Zahrnuje tři druhy náležející do dvou rodů:
- rod Rostratula
  - slučice pestrá (Rostratula benghalensis)
  - slučice australská (Rostratula australis)
- rod Nycticriphes
  - slučice jihoamerická (Nycticryphes semicollaris)